# Alina Margolis-Edelman

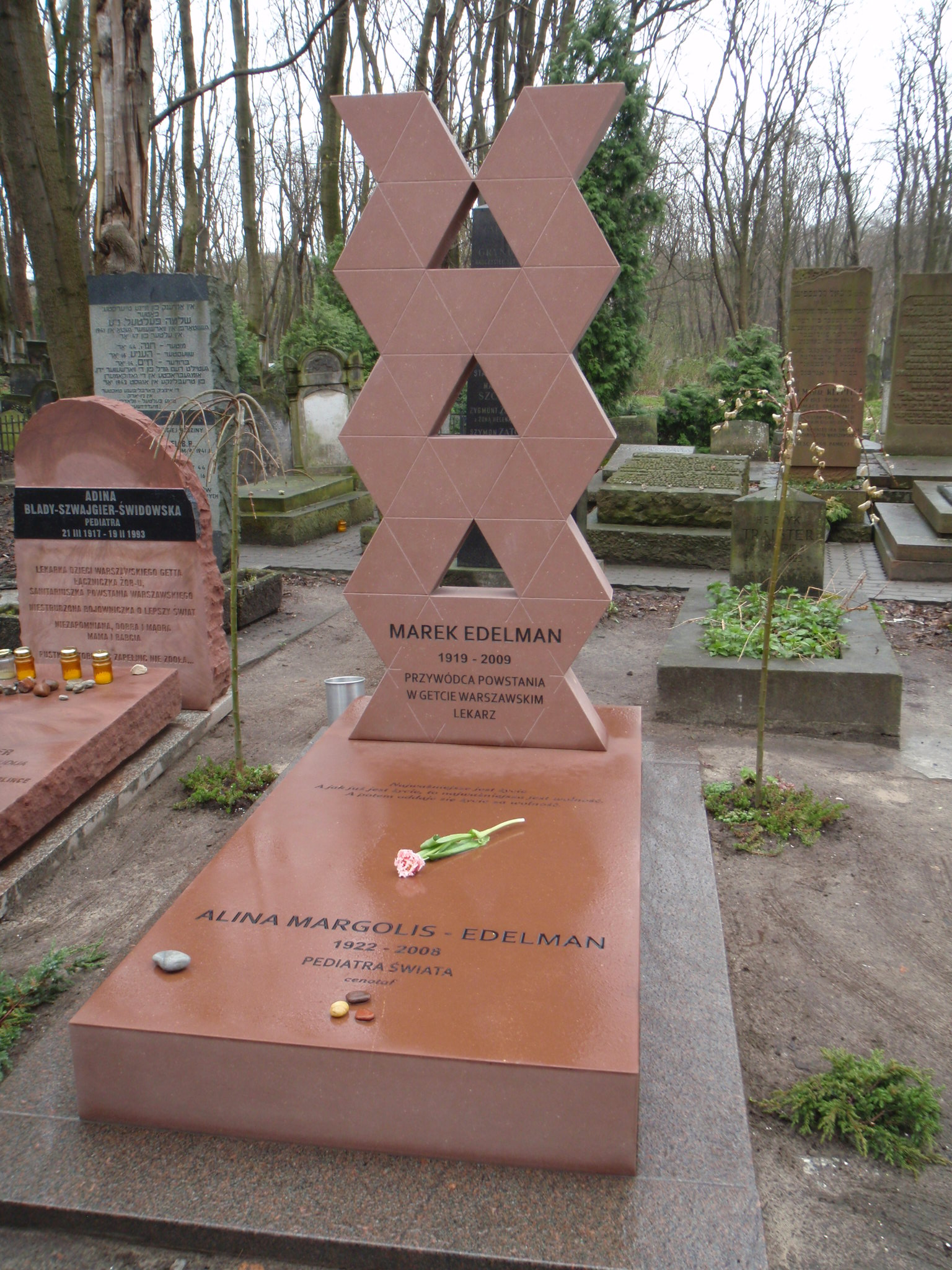
Grób Marka Edelmana na cmentarzu żydowskim w Warszawie, będący zarazem symbolicznym grobem Aliny Margolis

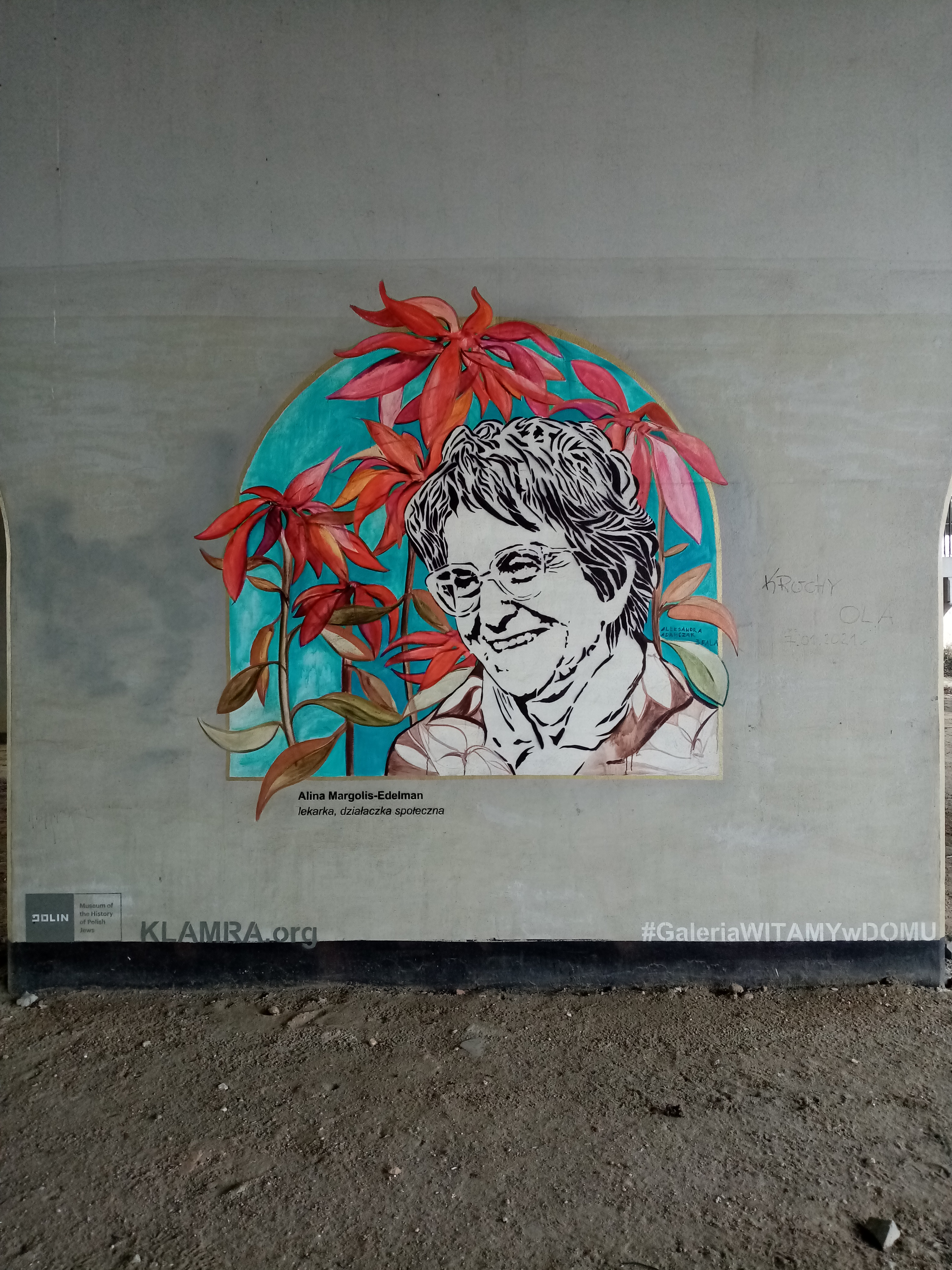
Alina Margolis-Edelman upamiętniona na muralu w Warszawie

Alina Margolis-Edelman (ur. 18 kwietnia 1922 w Łodzi, zm. 23 marca 2008 w Paryżu) – polska lekarka i działaczka społeczna żydowskiego pochodzenia, uczestniczka powstania warszawskiego (1944), żona Marka Edelmana.

## Życiorys
Urodziła się w Łodzi w rodzinie żydowskiej, jako córka lekarza i działacza społecznego Aleksandra Margolisa (1887–1939) i Anny z domu Markson (1892–1986). Do niej nawiązuje zdanie „Ala ma kota” z Elementarza Mariana Falskiego (wydania z lat 30. i 40.), zaprzyjaźnionego z rodzicami. Z kolei jej brat Jan (1928–1998) występuje w Elementarzu jako Olek.
W czasie II wojny światowej przebywała w warszawskim getcie, gdzie jej matka była lekarką, a sama Alina była uczennicą i pielęgniarką w Żydowskiej Szkole Pielęgniarek prowadzonej przez Lubę Blum-Bielicką. Z getta wyszła po drugiej akcji likwidacyjnej, która zaczęła się 18 stycznia 1943.
Podczas powstania warszawskiego (1944) była pielęgniarką, odznaczona Krzyżem Walecznych. Po wojnie została lekarzem pediatrą, m.in. w II Klinice Pediatrycznej w Łodzi. Opiekowała się dziećmi chorymi na cukrzycę, założyła także poradnię dla dzieci z chorobami nerek oraz ośrodek leczenia cukrzycy dziecięcej w Rabce.
W 1968 po wydarzeniach marcowych i rozpętanej kampanii antysemickiej nie pozwolono jej na kontynuację pracy naukowej, odrzucając rozprawę habilitacyjną, dotyczącą teorii typów cukrzycy.
Wyjechała wraz z dziećmi do Francji. Zaangażowana w działalność organizacji Lekarze bez Granic. Po 1980, gdy organizację opuścił Bernard Kouchner, współtworzyła wraz z nim organizację Lekarze Świata (była także współzałożycielką polskiej sekcji). Pracowała m.in. na statkach-szpitalach, wyławiających na Morzu Południowochińskim uciekinierów z komunistycznego Wietnamu (tzw. boat people), a także w szpitalach w Salwadorze, Czadzie, Afganistanie oraz Bośni i Hercegowinie, gdzie podczas wojny domowej współtworzyła m.in. ośrodek wsparcia dla ofiar gwałtów. Współpracowała m.in. z Danielle Mitterrand, żoną prezydenta Francji. Współzałożycielka francusko-polskiego stowarzyszenia SOS Aide aux Malades Polonais (pol. Pomoc Chorym w Polsce), zajmującego się leczeniem za granicą osób nieuleczalnie chorych, a także organizowaniem staży profesjonalnych dla polskich lekarzy i pomocą finansową dla polskich szpitali. Była prezeską stowarzyszenia Association Les Cahiers Littéraires, wydającego w okresie paryskim kwartalnik Zeszyty Literackie.
Po wprowadzeniu stanu wojennego w Polsce organizowała pomoc dla opozycji demokratycznej. Po 1989 założycielka Fundacji Dzieci Niczyje (obecnie Fundacja Dajemy Dzieciom Siłę), współzałożycielka Biura Pomocy Inicjatyw Społecznych. 6 kwietnia 1998 na wniosek dzieci otrzymała Order Uśmiechu, który odebrała w Warszawie 6 stycznia 1999.
Zmarła w Paryżu. Jest pochowana na cmentarzu ekumenicznym w Bagneux. Jej symboliczny grób znajduje się na cmentarzu żydowskim przy ulicy Okopowej w Warszawie.

### Życie prywatne
Z małżeństwa z Markiem Edelmanem (1919–2009) miała dwoje dzieci: syna Aleksandra (ur. 1951) i córkę Annę (ur. 1956).

## Upamiętnienie
- Od 2011 roku osobom pomagającym krzywdzonym dzieciom przyznaje się nagrodę im. Aliny Margolis-Edelman[7][8].
- W Warszawie przy Dworcu Gdańskim znajduje się mural poświęcony Alinie Margolis-Edelman.
- Łódzki skwer na rogu ulic Kilińskiego i Jaracza od marca 2018 roku nosi imię Aliny Margolis-Edelman.

## Książki
- Cukrzyca u dzieci (Państwowy Zakład Wydawnictw Lekarskich 1964, 1969, 1973)
- Ala z elementarza (wspomnienia; Aneks 1994, ISBN 1-897962-04-5; wydanie II pt. Tego, co mówili, nie powtórzę..., Siedmioróg 1999, ISBN 83-7254-038-1; przekład francuski: Je ne le répéterai pas, je ne veux pas le répéter, Éditions Autrement 1997, ISBN 2-86260-728-2; przekład niemiecki: Als das Ghetto brannte: eine Jugend in Warschau, Metropol 2000, ISBN 3-932482-33-6)
- Zespół dziecka maltretowanego (I wydanie 1998 r., wydawca Fundacja Dzieci Niczyje, II wydanie 2000 r., wydawca Fundacja Dzieci Niczyje; ISBN 83-90-4490-1-3)